# Синдряков, Николай Кузьмич
Никола́й Кузьми́ч Синдряков (1 января 1924 года — 29 сентября 1943 года) — Герой Советского Союза.

## Биография
Родился 1 января 1924 года в селе Старые Челны Чистопольского кантона Автономной Татарской ССР (ныне Нурлатского района Республики Татарстан) в семье крестьянина. По национальности — чуваш.
Окончил 7 классов. Работал счетоводом в колхозе.

### Период Великой Отечественной войны
В Красной Армии с 1942 года. В 1943 году окончил Саранское пехотное училище.
Командир взвода 55-го мотострелково-пулемётного батальона 55-й гвардейской танковой бригады (7-й гвардейский танковый корпус, 3-я гвардейская танковая армия, Воронежский фронт) комсомолец гвардии лейтенант Синдряков в ночь на 22 сентября 1943 года первым на подручных средствах форсировал Днепр в Мироновском районе Киевской области. Взвод продвинулся на 200—300 метров, огнём обеспечил переправу всего батальона.
Звание Героя Советского Союза присвоено 17 ноября 1943 года.
Погиб в бою 29 сентября 1943 года.

## Память
Именем Героя названы улицы в селе Малый Букрин, в городе Нурлат Татарской АССР; бюст Героя установлен в селе Старые Челны, мемориальная доска — в селе Великий Букрин.

## Награды
- Медаль «Золотая Звезда» (1943);
- орден Ленина (1943);
- орден Красной Звезды.